# Hochwilde
Die Hochwilde (auch Hohe Wilde, italienisch Cima Altissima) ist ein Berg mit zwei Gipfeln, einem Südgipfel mit 3480 m ü. A. und einem Nordgipfel mit 3458 m Höhe. Er liegt am Schnittpunkt von Schnalskamm und Gurgler Kamm in den Ötztaler Alpen an der Grenze zwischen dem österreichischen Bundesland Tirol und der italienischen Provinz Südtirol. Die Südtiroler Anteile gehören zum Naturpark Texelgruppe. Der Berg wird als markanter Aussichtspunkt häufig besucht. Sowohl von der südlich gelegenen Stettiner Hütte als auch von der Nordseite, vom Hochwildehaus aus, gibt es Zustiege.
Zuerst dokumentiert bestiegen wurde die Hochwilde 1852 (nach anderer Quelle 1858), im Zuge der militärischen Vermessung durch den k.u.k. Vermessungsoffizier Hauptmann Johann Ganahl, Direktor der österreichischen Landesvermessung, und einige Helfer und Träger, Bauern und Hirten, aus dem Schnalstal. Die erste touristische Besteigung erfolgte dann durch Johann Jakob Weilenmann aus St. Gallen am 25. Juli 1862 im Alleingang. Den Nordgipfel bestieg zuerst am 24. August 1871 Hans Lutze  von Wurmb, mit den Führern Peter Paul Gstrein und Rupert Scheiber.
Zugang zum Gipfel hat man vom Ötztal über das Hochwildehaus oder aus südlicher Richtung von der Stettiner Hütte am Eisjöchl, dem Übergang vom Pfelderer Tal ins Pfossental. Der Zustieg von Norden führt über den Gurgler Ferner und den Nordgrat im Schwierigkeitsgrad UIAA I–II auf den Gipfel. Der Zustieg von Süden ist gletscherfrei. Der Gipfel ist über einen größtenteils ausgetretenen, gefahrlosen Weg (mit Ausnahme eines kurzen Gletscherfeldes, das allerdings im Hochsommer harmlos ist) zu erreichen. Die Hochwilde gehört damit zu den höchsten durch einen Weg erschlossenen Gipfeln der Ostalpen.
Die ersten Erwähnungen des Bergs verwendeten – gemäß dem Sprachgebrauch der lokalen Bevölkerung und analog zur nahen Hochweißen – die Bezeichnung Hochwilde. Durch manche Karten wurde in der Folge die Variante Hohe Wilde popularisiert, die jedoch in den letzten Jahren wieder verstärkt der ursprünglichen Form gewichen ist.